# 九五式輕戰車
九五式輕戰車Ha-Go由三菱重工於1934年生產，是日本輕戰車中品質、性能最穩定的一款，九五式輕戰車主要任務是支援步兵並伴隨車輛快速前進，可以快速攻下敵人的據點。

## 戰歷

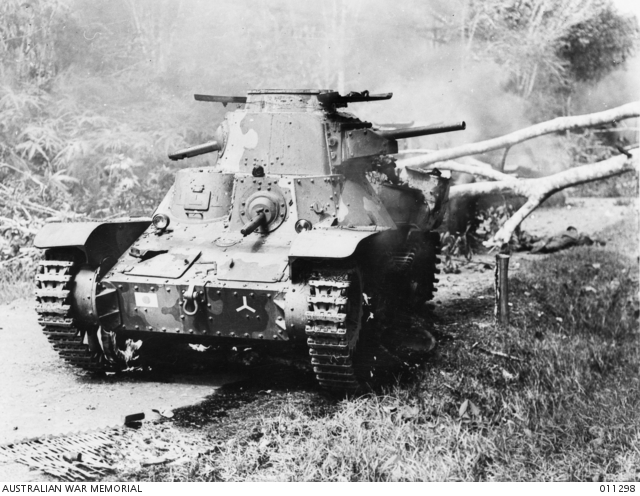
在馬來亞戰役被QF 2磅炮擊毀的九五式，可見其炮塔側面被擊穿的彈孔

在1934年服役時，相較同期輕戰車如二號戰車，九五式戰車擁有強大的火力。九五式輕戰車在諾門罕的戰車戰中能够击毁遇上的苏军輕坦克。此車其後被大量投入於太平洋戰爭，卻顯得十分脆弱，雖然其小巧輕量很適合在熱帶雨林為主的馬來半島快速推進，但當遇上英軍的40毫米QF 2磅炮時便顯得不堪一擊，有多輛被英軍擊毀，只是日軍的戰前部署及戰術均明顯佔優，所以日軍裝甲薄弱的坦克並沒有影響到攻下東南亞的步伐，到後來的瓜島戰役对同樣是輕戰車的M5斯圖亞特十分吃力。同樣是37公釐砲但穿透力卻相距甚遠，日製37公釐九四式炮九四式穿甲弹的標準穿透力是350米30公厘，800米25公厘。1942年5月用刚开发的“彈丸鋼第一種丙製蛋形徹甲彈”（后来定名一式穿甲彈）测试，500米达到了41毫米的水準。而美製M3/37公厘反戰車砲的M76弹在500码（457米）上的標準穿透力是36公厘。
九五式輕戰車的裝甲厚度為6到12毫米，主要是因為戰爭初期能遇到的敵方戰車不多，只要能抵擋輕兵器即可。而反戰車砲也成為了日本戰車兵的梦魇，能在任何距離貫穿九五式輕戰車。甚至有日本戰車兵自嘲九五式輕戰車的裝甲是用厚紙板黏成的。在太平洋戰場上甚至發生被雪曼坦克以穿甲彈貫穿，卻因為過穿並未傷及組員而能繼續戰鬥的驚人案例。
經過太平洋戰爭的經驗，盟軍認為九五式輕戰車的戰鬥效率不及M8裝甲車和Sd.Kfz. 234裝甲車。

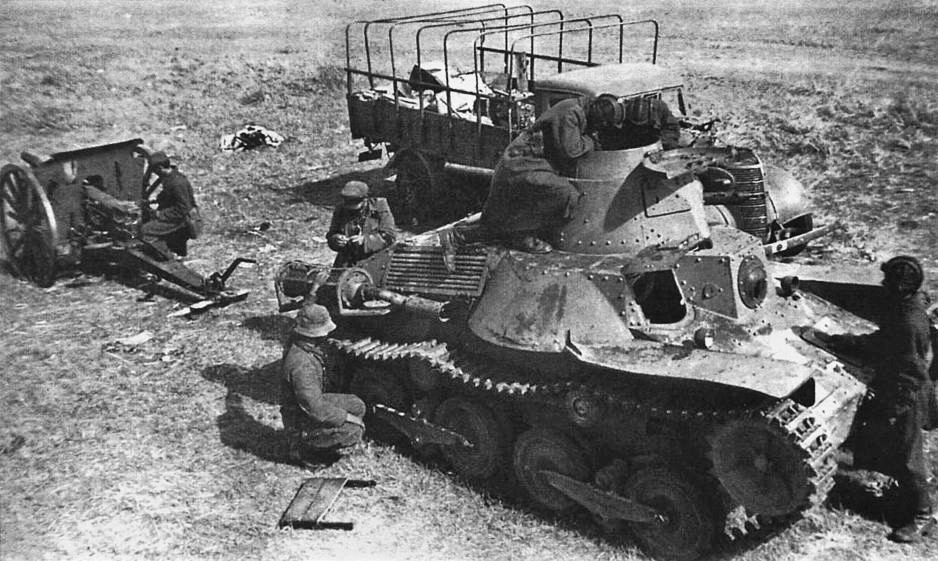
被蘇軍俘獲的九五式輕戰車，圖片攝於諾門罕戰役後
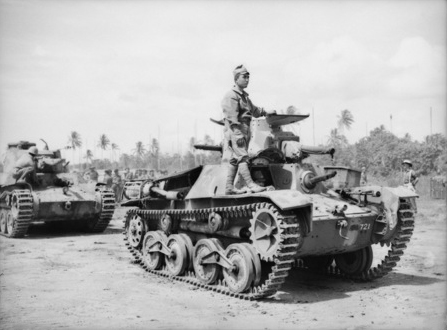
新不列顛島行動時的九五式輕戰車（1945年9月28日）
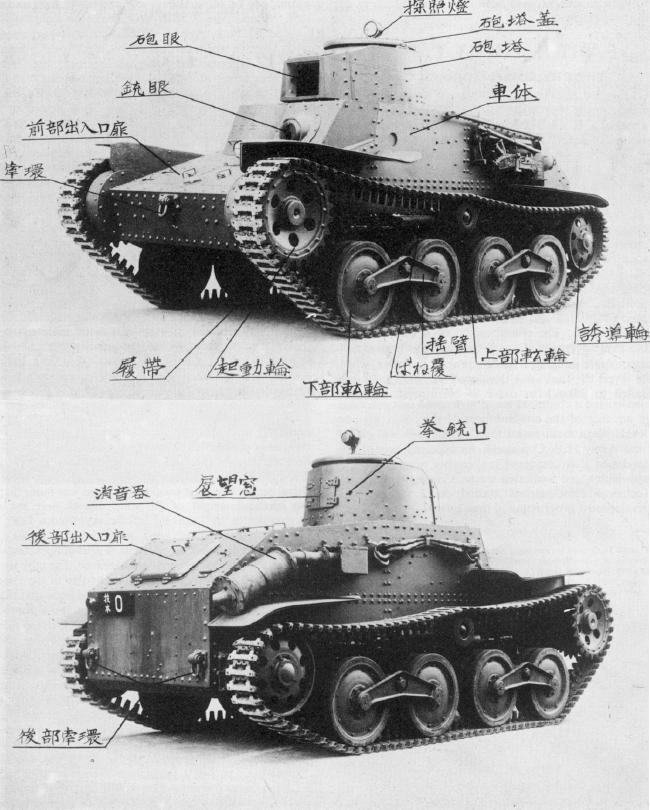
原型車

## 模型
- 威龍模型推出1/72比例

## 使用國家
- 日本

生產國
- 中華民國

二戰後接收日軍留在中國的九五式
- 中华人民共和国

接收自日本關東軍或中華民國國軍
- 泰國

有50輛出口到泰國
- 法國

接收自日軍並用於法越戰爭

## 衍生型號

### 三式輕戰車
在九五式輕戰車上安裝了一門九七式57mm戰車炮作爲主要武器，在1943年測試結束後，就沒了下文。

## 流行文化
電影《烈血追風》和電視劇《決戰太平洋》當中都有九五式輕戰車出場。
2015年動畫電影《少女与战车 劇場版》中由知波單學園的車輛登場。
在遊戲《戰爭雷霆》中作為日本的初始戰車出場。
在遊戲《應徵入伍中作為日軍科技樹可解鎖載具。